# Maguro Fujita
Maguro Fujita (藤田 まぐろ Fujita Maguro?,  nació el 6 de marzo, 1971) es un mangaka japonés. Su trabajos son generalmente del género shojō, los cuales son publicados por la revista Ribon. Es más conocido por la serie  Kero Kero Chime.

## Trabajos publicados
- Kero Kero Chime
- Happy Pharmacy
- Neringu Project
- Twinkle Tiara
- Kyūketsu byōin e ikō!
- Emi yu ranpu
- Taiyou ga ippai
- N.G. heroine
- Kawaiteki shinigami

- Datos: Q3275635